# Мельниково (Тверская область)
Ме́льниково — деревня в Калининском районе Тверской области. Относится к Черногубовскому сельскому поселению.
Расположена в 12 км к северо-западу от Твери, на правом берегу реки Тверцы. В 1 км к востоку от деревни Черногубово.
В 1997 году — 20 хозяйств, 43 жителя. В 2002 году — 53 жителя.